# Цалабан, Трофим Матвеевич
Трофим Матвеевич Цалабан (1774—1824) — российский государственный деятель.

## Биография
Трофим Цалабан родился в 1774 году; происходил из старинного рода могилевских мещан, члены коего занимали высшие выборные городские должности.
По окончании курса в академической гимназии служил в Преображенском полку; в 1795 г. поступил «на сочинительскую вакансию» в комиссию составления законов, а затем в экспедицию государственного хозяйства на должность переводчика; в 1800 г. состоял при сенаторах Тарбееве и Митусове, посланных по высочайшему повелению в Киевскую губернию «для исследования секретного дела»; впоследствии был управляющим хозяйственного департамента министерства полиции, вице-директором, генерал-провиантмейстером провиантского департамента и, наконец, с 1820 по 1823 г. — екатеринославским гражданским губернатором.
Ему принадлежит ряд переводов в «Ежемесячных сочинениях» 1789—90 гг.